# Pont d'Oulianovsk
Le pont d'Oulianovsk (en russe : Ульяновский мост (новый)) est un pont en treillis situé dans la ville de Oulianovsk, en Russie. Le pont permet la traversée de la Volga.